# Дятловы горы
Дя́тловы го́ры — семь холмов, расположенных по правым (высоким) берегам рек Оки и Волги в месте их слияния. На этих холмах был основан Нижний Новгород.

## Происхождение названия
Существует несколько версий происхождения названия:
1. Название могло произойти от внешнего сходства высоких красно-белой глины с черными прожилками берегов, сформированных холмами, с раскраской оперения дятла[1].
2. Некоторые краеведы считают, что Дятловы горы получили название из-за большого количества дятлов, предположительно обитавших в лесах, некогда покрывавших правый берег Оки[2].
3. По одной из существующих легенд, Дятел — прозвище мордвина-язычника, полученное им за то, что он был вынужден постоянно работать топором для постройки на месте слияния Оки и Волги жилищ для своей семьи, состоявшей из восемнадцати жен и семидесяти сыновей[1].
4. По другой легенде, происхождение названия связано с именем чародея Дятла, который проживал в ущелье горы возле устья Оки ещё до основания там города. В этой же местности жил Скворец — мордвин, женатый на восемнадцати женщинах, родивших ему семьдесят детей. После смерти Дятла Скворец похоронил его, согласно просьбе, на вершине одной из гор (холмов), получивших название «Дятловых»[3][4].